# Jacques Faitlovitch
Jacques (Ya'acov) Faitlovitch (Łódź, 1881 – 1955) è stato un orientalista e attivista polacco.
Ha dedicato la sua vita per il riconoscimento dei Falasha (o Beta Israel) etiope.
Nacque a Łódź in Polonia; studiò a Parigi le lingue orientali con Joseph Halévy, dal quale imparò la lingua etiope e sotto la sua influenza (era il primo ebreo occidentale ad averli incontrati, nel 1867-68) si interessa alla questione del popolo Falasha.
Con l'aiuto finanziario del filantropo ebreo francese, il barone Edmond de Rothschild, Faitlovitch compì un viaggio di 18 mesi in Etiopia nel 1904, al fine di dedicarsi allo studio della lingua e della cultura Falasha. 
Convinto che i Falasha fossero realmente di discendenza ebraica, Faitlovitch ritornò in Europa nel 1905 con due giovani Falasha, tra cui Taamrat Emmanuel, che diventerà uno dei primi etiopi ad essere educato in Occidente. Quest'ultimo studiò in diverse istituzioni ebraiche, tra cui il seminario a Firenze per 7 anni. Sarà dagli anni 1930 un consulente di Negus Hailé Selassié e un leader di primo piano in Etiopia.
Quando entrò in contatto con i Falasha, Faitlovich si trovò dinanzi ad una popolazione emarginata e povera, soggetta inoltre ad un forte ostracismo sociale e religioso sotto la pressione della Società per la Promozione del Cristianesimo tra gli Ebrei di Londra, che cercava di convertirli. 
Dopo il suo viaggio, Faitlovitch condusse un'intensa attività, con tre obiettivi: 
- ottenere il riconoscimento dello status di Ebrei per i Falashas;
- integrarli nella popolazione ebraica;
- riformare la loro pratica religiosa per condurli all'ebraismo ortodosso. In particolare abolendo le figure dei monaci (istituzione senza dubbio preso in prestito dai cristiani di Etiopia) e modificare le regole severe di purezza e relative alla macellazione degli animali (questi comandamenti biblici erano stati abbandonati dal giudaismo rabbinico).

I Falasha si consideravano discendenti degli Ebrei, ma vi sono differenze sostanziali tra le pratiche religiose dei due gruppi, e la parola Ebreo non è utilizzata per i Falashas. Nel XIX secolo e durante gran parte del ventesimo secolo, le differenze di colore della pelle erano inoltre ancora percepite come portatrici di differenze fondamentali.
Nella prima metà del ventesimo secolo, Faitlovitch creò un comitato internazionale sulla questione dei Beta Israel. Tra le altre cose, divulgò la loro vita grazie al suo libro "Notes de voyage chez les Falashas", e raccolse fondi per consentire l'istituzione di scuole nei loro villaggi, dal 1910. 
Incoraggia inoltre la formazione di una élite Falasha ed istituzioni ebraiche di simpatizzanti occidentali. Questa élite avrà un ruolo importante, una volta tornata in Etiopia, di introdurre il giudaismo ortodosso  .
La questione dell'ebraicità dei Beta Israel fu ricevuta con una certa simpatia tra gli ebrei occidentali tra le due guerre. Il Congresso Giudaico Mondiale promosse delle azioni in favore dei Falasha. Il rav. Kook, padre spirituale della corrente sionista e grande rabbino in Palestina li riconobbe ebrei nel 1921. 
In seguito alla creazione di Israele (1948), il neonato Stato ebraico decise di non riconoscere l'ebraicità dei Falasha, ma mantenne dei contatti con essi, tra l'altro sotto l'influenza di Faitlovitch, che s'insediò in Israele, dove morì nel 1955. Solamente nel 1973-1975 i Falasha vennero riconosciuto come Ebrei da Israele, che incoraggiò la loro  immigrazione nello Stato ebraico.